# رود کوچوک
رود کوچوک (به لاتین: Kuchuk) یک رود در روسیه است که در سرزمین آلتای واقع شده‌است.